# Radioåret 1932

## Händelser

### Mars
- 15 mars - Tidningen Populär radio berättar att telegrafverket nyligen har tagit i drift en 250 watts slavsändare i Karlstad, som på 230,6 meters våglängd återutsänder programmet från Radiotjänst. Sändaren ersätter en privat rundradiostation som började sända 1925.

### Juli
- 1 juli – Efter förstatligandet av Australian Broadcasting Company ivniger Australiens premuärminister Joseph Lyons officiellt sändningar från 12 stationer hos Australian Broadcasting Commission.[1]

### Augusti
- 19-28 augusti - Radioutställningen  Grosse deutsche Funkausstellung hålls i Berlin. Flera system för television visas upp, liksom det elektroniska musikinstrumentet trautonium.

### November
- 11 november - En utställning öppnas vid Norrmalmstorg i Stockholm till 10-årsminnet av de första provutsändningarna från Telegrafverkets undervisningsanstalt 1922. Bland annat visas gondolen till Auguste Piccards stratosfärballong.
- 26 november - Anna Wahlenbergs pjäs Kungens nattmössa har urpremiär i SR [2].
- 31 december - Danmark har flest antal radio i Europa, tätt följt av Storbritannien och Sverige. [3]

## Radioprogram

### Sveriges Radio
- 25 januari - Serien The Guiding Light börjar sändas i NBC Radio
- 12 september - Inför Andrakammarvalet i Sverige sänder Sveriges Radio för första gången valdebatten.

## Avlidna
- 22 juli – Reginald Fessenden, 65, kanadensare som var den förste att göra en radioutsändning med talad röst och spelade musik på fiol julafton 1906.

### Fotnoter
1. ↑  abc.net Arkiverad 12 april 2011 hämtat från the Wayback Machine. - History of ABC Radio
2. ↑  ”Dramawebben”. Arkiverad från originalet den 22 februari 2012. https://web.archive.org/web/20120222162158/http://www.dramawebben.se/pjas/kungens-nattmossa. Läst 24 mars 2011.
3. ↑  ”78:or & film”. Arkiverad från originalet den 5 mars 2021. https://web.archive.org/web/20210305042652/http://musiknostalgi.atspace.cc/ra_lic.htm. Läst 26 mars 2011.